# ديفيد مالدونادو غونزاليس
ديفيد مالدونادو غونزاليس (بالإسبانية: David Maldonado González)‏ هو سياسي مكسيكي، ولد في 1 يوليو 1967 في ولاية باها كاليفورنيا في المكسيك. حزبياً، نشط في حزب العمل الوطني. وقد انتخب عضو مجلس النواب المكسيك.